# کالین دیویس (بازیکن فوتبال)
کالین دیویس (انگلیسی: Colin Davies; ۱۲ آوریل ۱۹۳۶) بازیکن فوتبال اهل بریتانیا بود.
از باشگاه‌هایی که در آن بازی کرده‌است می‌توان به باشگاه فوتبال پورت ویل اشاره کرد.